# Nerea Pérez de las Heras
Nerea Pérez de las Heras (Madrid, 1982) es una periodista y comunicadora española, autora del monólogo teatral Feminismo para torpes (2016). Gracias a su gran repercusión, la pieza se convirtió en una serie de vídeos emitidos por El País, y posteriormente también en un libro homónimo publicado por la Editorial Martínez Roca del Grupo Planeta.

## Trayectoria
Se licenció en Historia del arte por la Universidad Complutense de Madrid (UCM) en 2005 y, posteriormente, cursó el Master de Periodismo de El País entre 2008 y 2009. Como periodista, ha trabajado en la redacción de diferentes medios como El País, Vogue, Marie Claire o Esquire. Además, ha colaborado con las revistas El País Semanal, SModa, Mujer Hoy, Condé Nast Traveler y Glamour, así como con el programa de radio A vivir que son dos días de la Cadena SER y con el programa Las que faltaban de la plataforma de televisión Movistar+.

### Feminismo para torpes
Realizando su trabajo para revistas de moda fue cuando se hizo consciente de la necesidad del feminismo para modificar el papel de la mujer en una sociedad patriarcal. Esa toma de conciencia se convirtió en un monólogo de humor titulado Feminismo para torpes en 2016. La obra utiliza escenas cotidianas, creadas a partir de experiencias personales, para analizar los mensajes que las mujeres reciben sobre cómo comportarse así como las dificultades que se encuentran en un mundo de hombres. También hace un repaso por los hitos de la historia del feminismo y los tópicos usados por quienes niegan la existencia del machismo.
El espectáculo, que fue concebido originalmente para que fuera una obra a caballo entre un monólogo de humor y una conferencia divulgativa, se estrenó en 2016 en la Sala Equis y La Juan Gallery en Madrid, y en 2018 empezó a programarse en el Teatro del Barrio, también en Madrid. Cuenta con dos actores más en escena, Laura Jabois y Luis Miguel Ríos, que ayudan a escenificar las situaciones de machismo en los entornos laborales, lúdicos o en Internet de las que se habla en el monólogo.
Tras el éxito como humorista con esa obra, produjo en 2018 y 2019 una serie de vídeos para el periódico El País bajo el mismo nombre, en los que se critican desde el humor los roles y comportamientos machistas existentes de la sociedad. Y, continuando con el éxito del monólogo y de los vídeos, en 2019 publicó con la Editorial Martínez Roca del grupo Planeta el libro homónimo Feminismo para torpes, que recibió muy buenas críticas. En 2017, la tercera edición del festival Princesas y Darthvaders comisariado por la periodista y escritora Lucía Lijtmaer en el centro cultural La Casa Encendida de Madrid, acogió un taller de autodefensa desarrollado por Pérez de las Heras a partir del monólogo Feminismo para torpes.
En diciembre de 2021, estrenó Cómo hemos llegado hasta aquí en el Teatro del Barrio de Madrid, una obra de humor y análisis social escrita junto a la publicista y guionista Olga Iglesias y dirigida por Andrea Jiménez.

### Pódcasts
Desde 2021, dirige y presenta junto a Inés Hernand el pódcast de actualidad política Saldremos mejores dentro de la plataforma Podium Podcast. Este programa surgió durante la pandemia por COVID-19 y el título hace mención a la posibilidad de mejorar como sociedad después de lo vivido durante el confinamiento y las restricciones posteriores. En septiembre de 2023, se anunció la adaptación del podcast Saldremos mejores a una sección titulada Íbamos a salir mejores, pero... dentro del programa Hora 25, dirigido y presentado por Aimar Bretos en la Cadena SER. Este anuncio se produjo después de un accidente sufrido por Pérez de las Heras durante el verano y que tuvo como consecuencia la amputación de su pierna derecha por debajo de la rodilla.
En abril de 2022, comenzó con el periodista Antonio Nuño la emisión del pódcast Lo normal sobre temática LGBT en la Cadena SER.
En marzo de 2024, comenzó a participar en el pódcast Está el horno para bollos, junto a la divulgadora Judith Tiral. El programa, producido por Amazon Music, combina humor, historia y análisis cultural desde una perspectiva feminista y millennial, donde se celebra el orgullo lésbico y bisexual.

## Obra
- 2016 – Feminismo para torpes. Monólogo.
- 2018 – Feminismo para torpes. Vídeos para El País.
- 2019 – Feminismo para torpes. Ed. Martínez Roca. Barcelona. ISBN 9788427045309.

## Reconocimientos
Nerea Pérez de las Heras fue la presentadora del Festival de Cine por mujeres de las ediciones de 2019 y 2020, donde se muestran los mejores largometrajes realizados por mujeres y busca visibilizar a directoras de todo tipo de películas de ficción, documental o animación.
El 27 de junio de 2022, víspera del 28 de junio, Día Internacional del Orgullo LGBTI, recibió el Reconocimiento Arcoíris, un premio otorgado por el Ministerio de Igualdad y la Dirección General para la Igualdad real y efectiva de las personas LGTBI+, por la visibilidad del feminismo lésbico y transincluyente en un ámbito tan masculinizado como el de la comedia y los monólogos.
El 10 de abril de 2024 se anunció que el Premio Ondas Globales del Podcast al Mejor Podcast Conversacional fue otorgado ex aequo a Saldremos mejores, de Nerea y Inés Hernand, y a Meterse al rancho, de Santiago Alarcón. Este reconocimiento destaca la relevancia de ambos proyectos en el panorama del pódcast en español.